# Tomanovský vodopád
Tomanovský vodopád je tektonický vodopád podpořený selektivní erozí v Západních Tatrách v okrese Poprad na severním Slovensku.

## Charakteristika
Nachází se v Tomanovské dolině, jež je boční větví Tiché doliny, a jeho podloží je tvořené pestrými břidlicemi a křemenci. Vodopád vytváří Tomanovský potok, který je nad ním v nadmořské výšce 1270 m široký 1 m. Je vysoký přibližně 6 m.

## Přístup
Vodopád není veřejnosti přístupný.  Červená turistická značka z Rázcestí pod Tomanovou, která vedla dále na Tomanovské sedlo a do Polska byla zrušena v roce 2008.